# ČD-Baureihe 753.7
Die Fahrzeuge der ČD-Baureihe 753.7 sind dieselelektrische Lokomotiven des tschechischen Eisenbahnverkehrsunternehmens ČD Cargo (ČDC) für den Güterverkehr. Sie entstanden durch Umbau von Lokomotiven der ČD-Baureihen 750 und 753 (vormals T 478.3).

## Geschichte
Die Lokomotiven der Baureihe 753.7 entstanden bei CZ LOKO in Česká Třebová aus Fahrzeugen der Baureihe 750, die in den 1970er Jahren von ČKD Praha für die damaligen Tschechoslowakischen Staatsbahnen (ČSD) als Reihe T 478.3 gebaut worden waren. Von den Spenderlokomotiven blieben nur Rahmen, Fahrzeugkasten und Drehgestelle. Die gesamte Antriebsanlage und die Führerstände wurde erneuert. Dabei wurde ein neuer Dieselmotor des Typs CAT 3512 B von Caterpillar verbaut.
Die erste Bestellung über eine Rekonstruktion von zwei Lokomotiven wurde im Jahr 2000 ausgelöst. Diese kam aus Italien, und im Jahr 2001 konnte ein erstes Exemplar auf der Industriemesse in Brno präsentiert werden. In der Folgezeit wurden mehrere Lokomotiven nach Italien geliefert. Diese unterschieden sich äußerlich durch die zwei zusätzlichen Scheinwerfer in der Frontpartie.
Danach wurden Lokomotiven an Kunden in Tschechien und an ČD Cargo geliefert. Es gab weitere Rekonstruktionen der ehemaligen T 478.3 in Form der Baureihen 750.7, 755 und ZSSK-Baureihe 756.
Die umfangreichste Rekonstruktion wurde an den Lokomotiven 753.6 vorgenommen. Neben der Maschinenanlage erhielten die Lokomotiven einen  Lokkasten. Das neue Design der Lokomotiven entspricht den neuesten Sicherheitsanforderungen.

## Einsatz
Die Gesamtstückzahl beläuft sich auf etwa 100 Lokomotiven, sie werden von den italienischen Betreibern, ČD Cargo, Unipetrol Doprava, TSS Cargo, PKP Cargo International, eingesetzt. Die rekonstruierten Lokomotiven zeichnen sich durch die größere Zuverlässigkeit des neuen Dieselmotors aus, sind im Dieselverbrauch sparsamer und haben einen verringerten Wartungsbedarf als die Ursprungsversion.

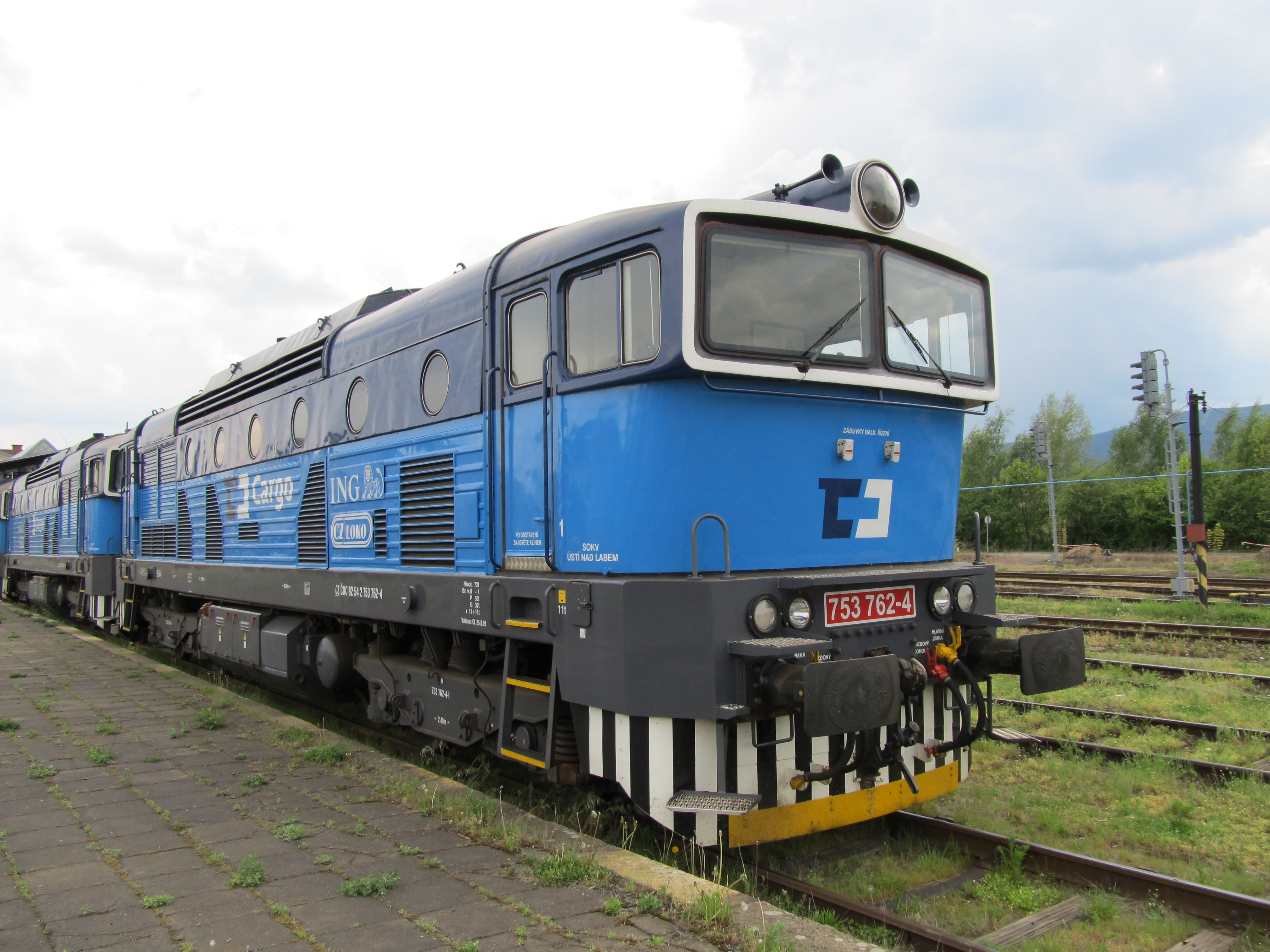
753.762 von ČD Cargo
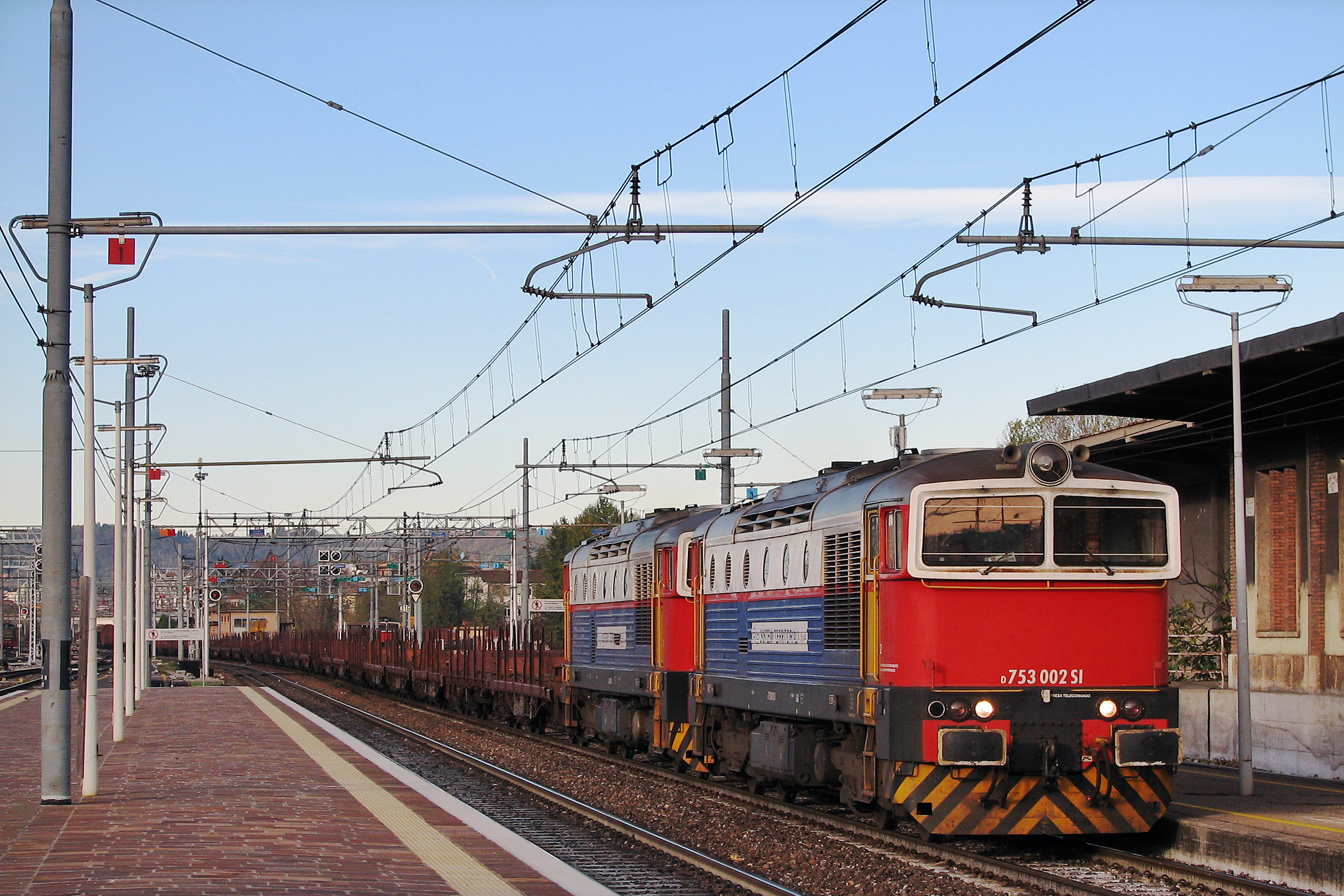
753.002 von Sistemi Territoriali, Italien
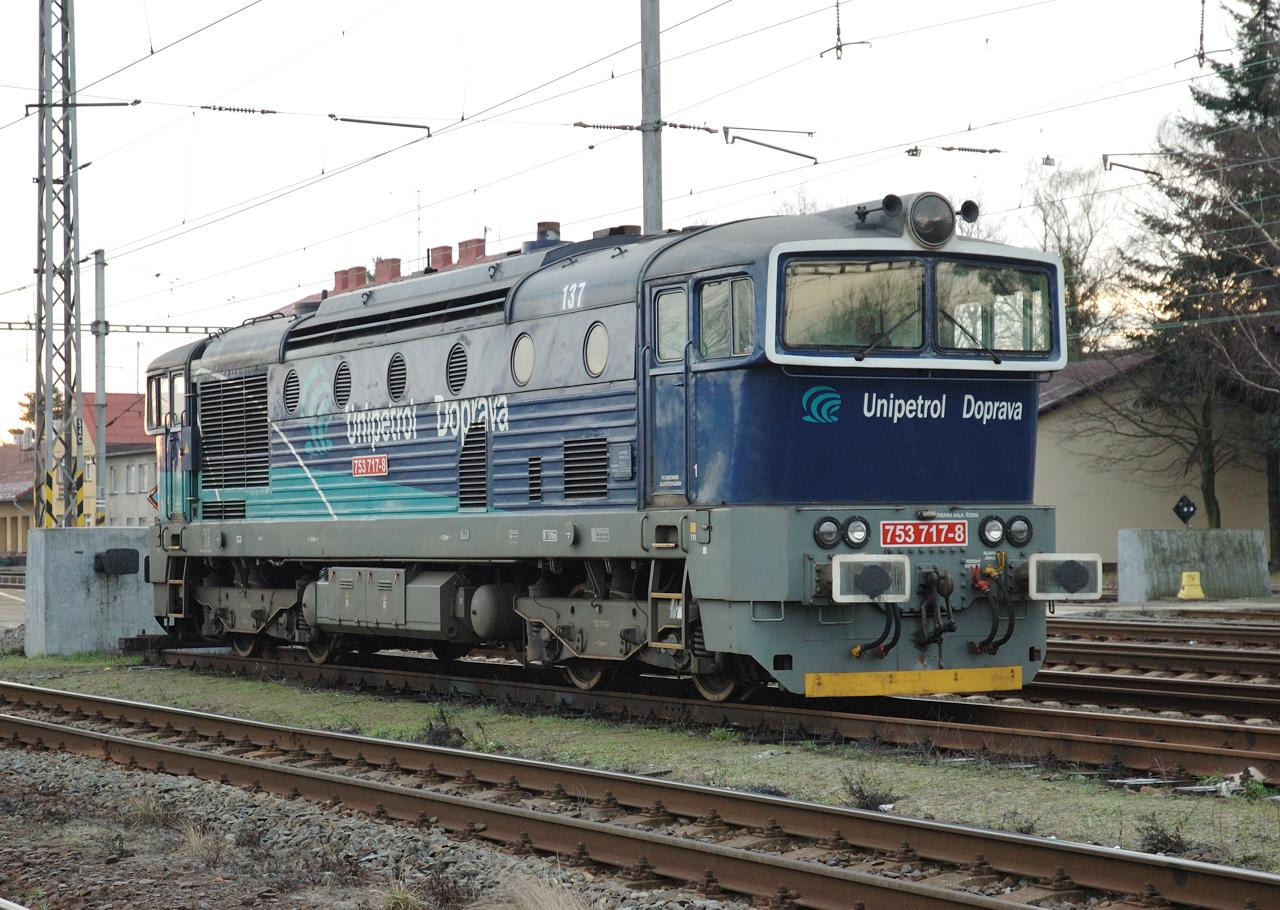
753.717 von Unipetrol Doprava
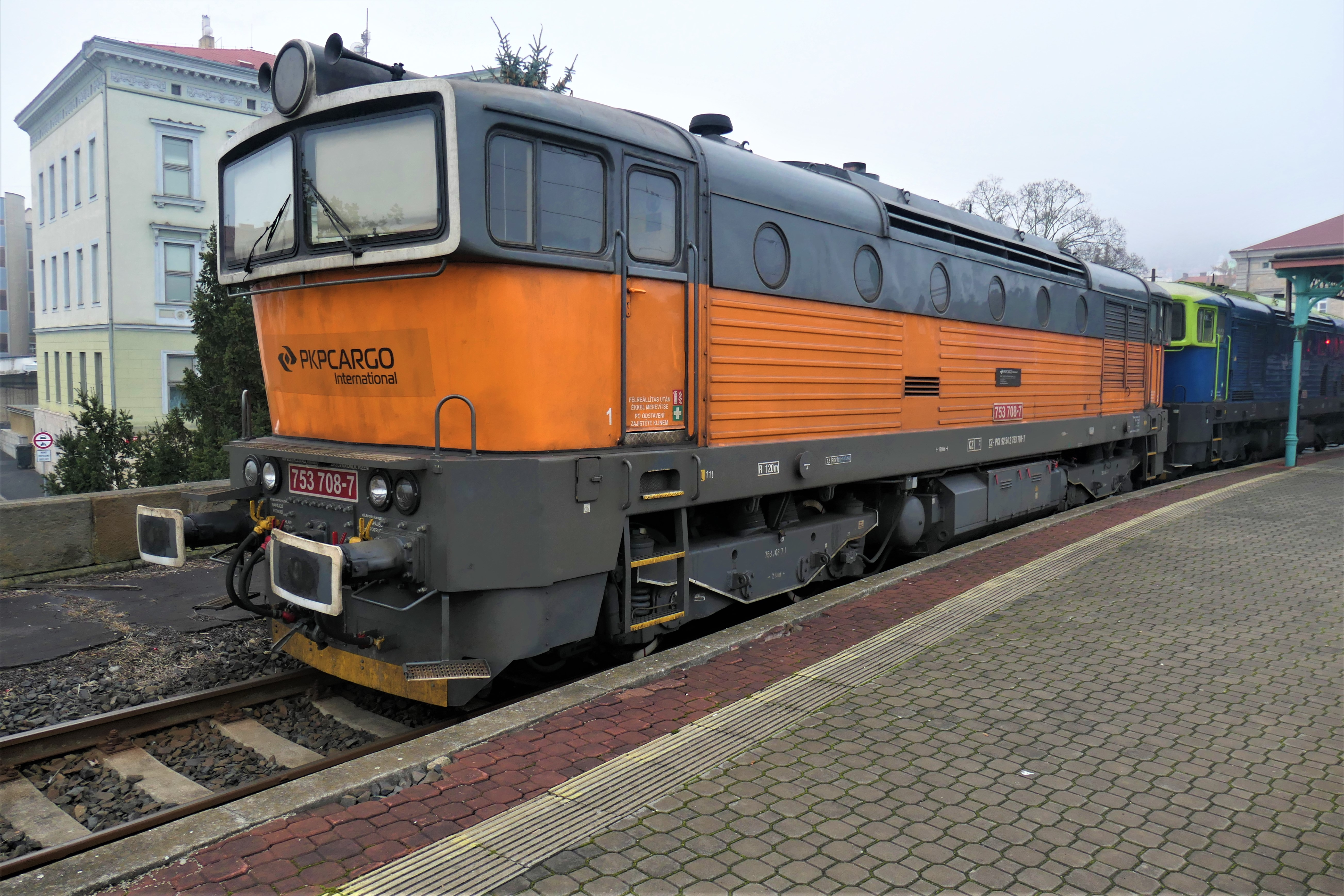
753.708 von PKP Cargo International
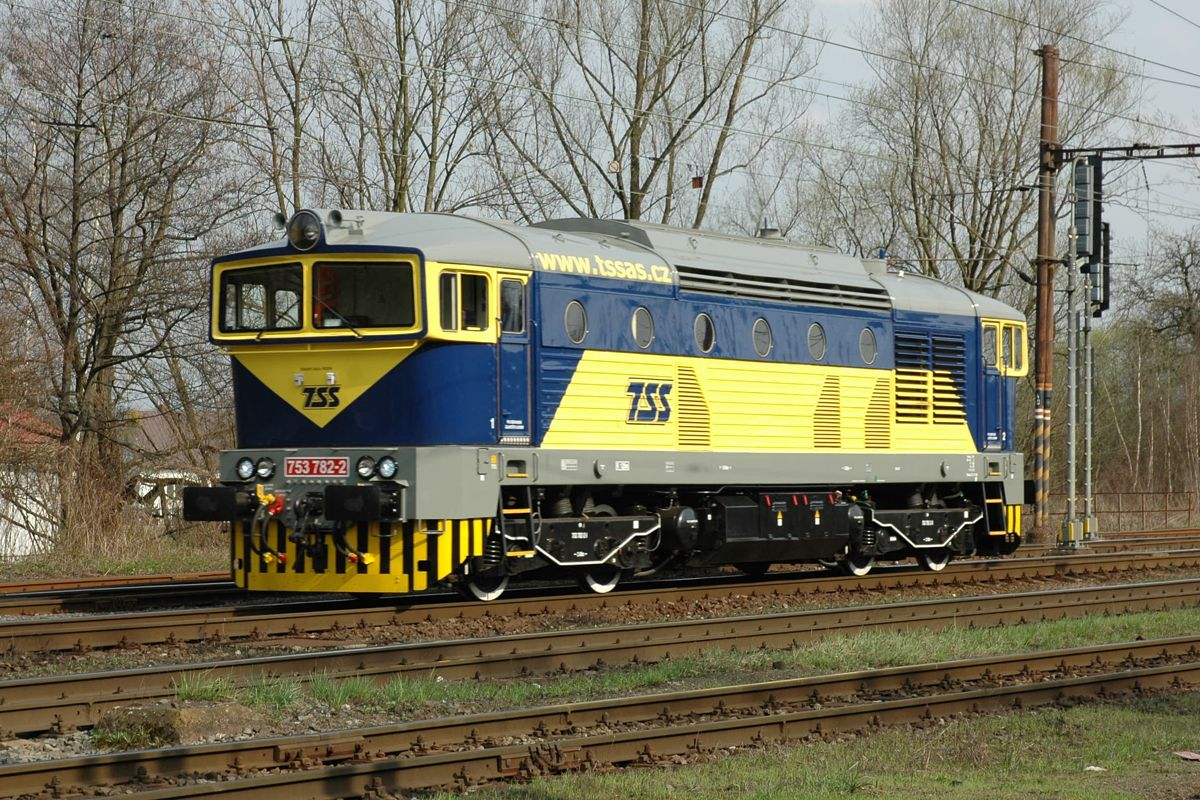
753.782 von TSS

## Technische Beschreibung
Beim Umbau wurden Hauptrahmen, der Lokkasten sowie das Fahrgestell mit den Drehgestellen verwendet. Lediglich die Drehgestellauflagen wurden geändert. Neu ist der Dieselmotor, außerdem wurde die Kühlanlage völlig neu gelöst. Der Kompressor, hydrostatisch angetrieben, arbeitet als Flügelzellenpumpe.
Der Dieselmotor ist direkt mit einem Drehstromgenerator verbunden, nach der Gleichrichtung des erzeugten Stromes werden die vier Fahrmotoren mit Strom versorgt. Die Führerstände der Lok sind neu gestaltet und klimatisiert, der Fahrschalter ist mit der Steuerung auf modernstem Stand. Die Lokomotive besitzen eine indirekten Bremse und eine Widerstandsbremse.